# Pietro di Bernardone
Pietro di Bernardone (fl. XII-XIII secolo) è stato un mercante italiano del XII-XIII secolo, noto per essere stato padre di Francesco d'Assisi.

## Biografia
Non si sa quasi nulla su di lui, perché nessuna fonte ne scrive direttamente. È conosciuto tuttavia tramite i primi biografi del figlio, dai quali si apprende che fu mercante di stoffe, sposo di Pica de Bourlemont. La coppia ebbe anche altri figli.
La vicenda storica di Pietro Bernardone si lega inscindibilmente con quella del santo assisiate, che nacque mentre egli si trovava per affari in Francia e che perciò fu da lui soprannominato "Francesco". Pietro, che aveva investito molte sostanze a vantaggio del giovane, osteggiò in tutti i modi la vocazione spirituale di Francesco, sia segregandolo personalmente sia conducendolo in tribunale, senza però ottenere la sua obbedienza.
È menzionato in un verso della Divina Commedia (Paradiso, XI 89) come padre di san Francesco. Scrive infatti Dante di quest'ultimo:
(Dante Alighieri, Divina Commedia)
Pietro viene pure ricordato nei Fioretti di San Francesco (cap. XXIX), dove il demonio, mentendo per indurre un frate in disperazione, lo dice dannato, come Francesco. Ciò indica che l'anonimo autore lo riteneva per sempre unito al figlio glorioso.